# Barre d'erreur

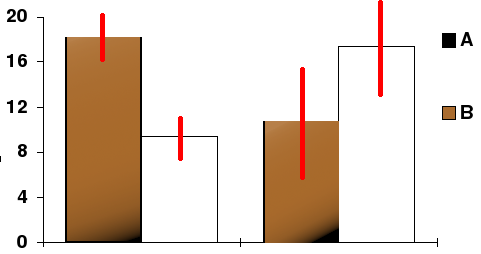
fig.01 - Un histogramme avec les intervalles de confiance indiqués par des lignes rouges

Les barres d'erreur sont des représentations graphiques de la variabilité des données et sont utilisées sur les graphiques pour indiquer l'erreur, ou l'incertitude dans les mesures présentées. Elles donnent une idée générale de l'exactitude de la mesure, ou à contrario, à quelle distance de la valeur présentée se trouve la vraie valeur. Les barres d'erreur représentent le plus souvent un écart-type d'incertitude, une erreur type, ou un certain intervalle de confiance (par exemple un intervalle à 95 %).  Ces quantités ne sont pas identiques et la mesure présentée devrait être indiquée explicitement dans le graphique ou le texte d'accompagnement.
Les barres d'erreur peuvent être utilisées pour comparer visuellement deux quantités lorsque d'autres conditions sont identiques. Ceci peut aider à déterminer si des différences sont statistiquement significatives. Les barres d'erreur peuvent aussi montrer la qualité d'un modèle. Les articles scientifiques dans les sciences expérimentales indiquent le plus souvent l'incertitude, dans leurs graphiques, par des barres d'erreur, bien que la pratique diffère quelque peu d'une science à l'autre, et d'une revue scientifique à l'autre.